# Сусідська варта

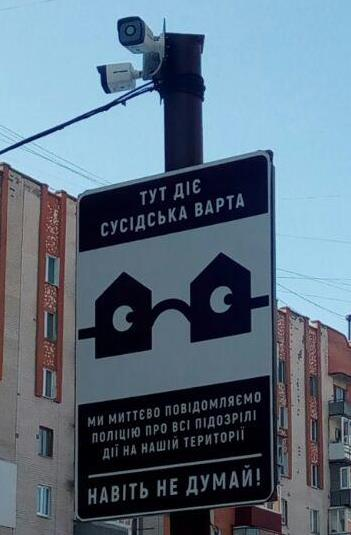
Знак «Сусідська варта» в одному з дворів Хмельницького

Сусідська варта (neighborhood watch — сусідське спостереження) — згуртовані мешканці будинку чи території, що у співпраці з представниками поліції та іншими органами державної влади та місцевого самоврядування сприяють підвищенню спільної безпеки та займаються профілактикою злочинності і вандалізму в межах свого району.
Члени варти не повинні втручатися в підозрілі інциденти замість поліції, а мають інформувати відповідні органи. Члени варти не призначаються державою та не мають повноважень, що порушують права будь-якого іншого громадянина. Сусідська варта — складова моделі взаємодії поліції та громади, покликана встановити взаємодію мешканців будинків із поліцією для підвищення безпеки в громадах.
Не плутати з Муніципальною вартою чи Муніципальною поліцією, які знаходяться під контролем місцевих органів влади та утримується за рахунок коштів відповідного місцевого бюджету.

## Програма в Україні

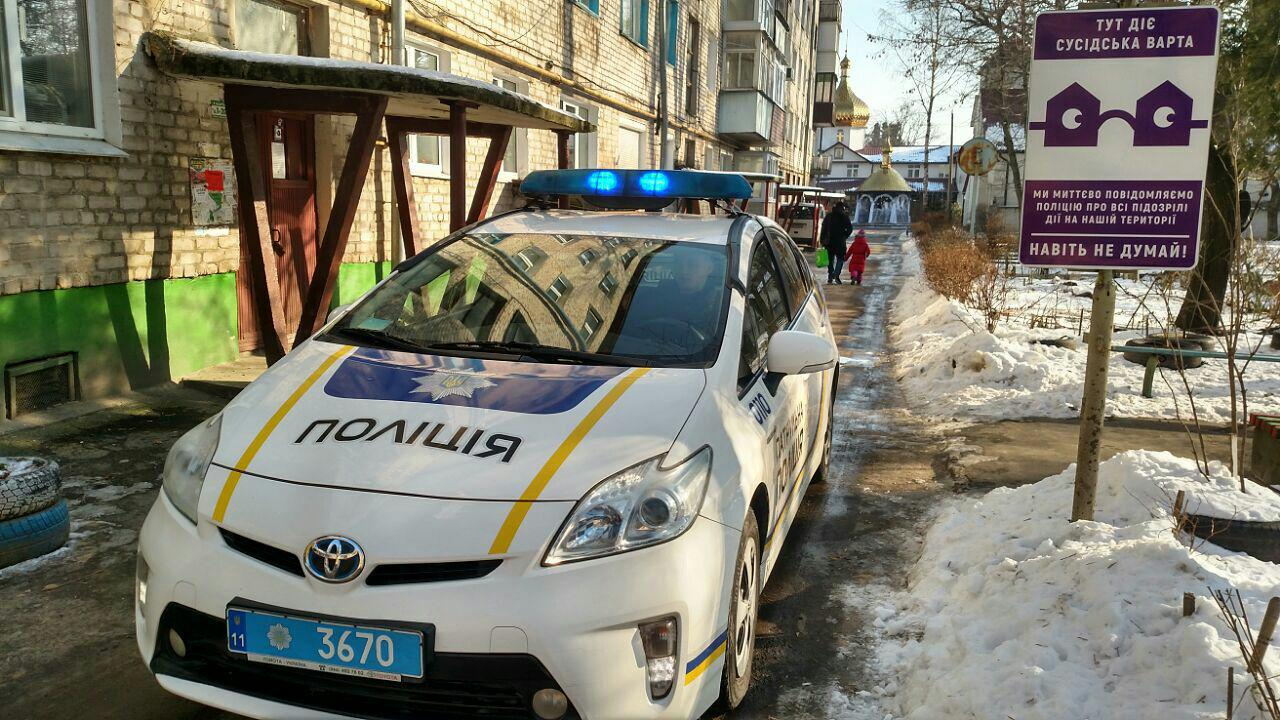
Співпраця громади та поліції через проєкт «Сусідська варта»

З 2017 року завдяки ініціативі мешканців у кооперації з представниками Патрульної поліції, органами місцевого самоврядування та міжнародними партнерами до сусідської варти почали долучатися будинки по всій Україні. Згодом до участі у проєкті долучились інші підрозділи Національної поліції України.
27 квітня 2017 року у Вінниці презентували проєкт «Сусідська варта» в Україні. До нього вже долучилось 14 ОСББ з 500, що утворені в місті. Представники Міжнародної організації IREX (Рада міжнародних наукових досліджень та обмінів) за підтримки МВС та Канадської поліцейської місії в Україні провели для них тренінги та семінари.
Також в 2017 році проєкт запустили в Борисполі, Рівному, Луцьку, Хмельницькому, Чернівцях, Кременчуці, Херсоні та села Віти-Поштової (Київська область).
2018 року представниками патрульної поліції спільно з організацією IREX проведено презентації в Полтаві та Кривому Розі.

## Мета та завдання проєкту
Основне завдання підходу сусідської варти — розвиток добросовісного сусідства та спільної відповідальності за безпеку власного будинку та двору.
Переваги проєкту:
- запобігання злочинності шляхом підвищення пильності сусідів та їхньої обізнаності з проблематикою району;
- підвищення рівня безпеки спільноти;
- відчуття безпеки власного простору;
- поліпшення зв'язків між громадою, поліцією та іншими органами державної влади і місцевого самоврядування через активну комунікацію;
- вміння правильно реагувати на загрози безпеці шляхом отримання вірогідної інформації від представників поліції та завдяки наявності чіткого алгоритму реагування на такі загрози;
- покращення благоустрою двору.

## Міжнародний досвід
Програма функціонує в багатьох країнах світу, серед яких Канада, США, Австралія, Велика Британія, Нова Зеландія, Естонія тощо.

### США
Американська система сусідського спостереження почала розвиватися в кінці 1960-их років у відповідь на зґвалтування і вбивство Кітті Дженовезе в Квінзі, Нью-Йорк. Люди були обурені після повідомлень про те, що десяток свідків нічого не зробили для того, щоб врятувати Кітті або затримати її вбивцю. Натхненні книгою Джейн Джейкобс «Смерть і життя великих американських міст» (1961), в якій зазначалося, що американцям потрібно мати «очі на вулицях» і об'єднуватись один з одним у своїх кварталах, Національна асоціація шерифів почала звертати увагу на те, щоб члени громади більше залучались до повідомлення про злочини на місцевому рівні.
Деякі місцеві цивільні особи формували групи, які стежили за своїми околицями та шукали будь-яку підозрілу активність у своїх районах. Незабаром після цього Національна асоціація шерифів розпочала узгоджені зусилля в 1972 році, щоб активізувати зусилля «групи спостерігачів» по всій країні. Протягом перших кількох років програми сусідського спостереження функціонували в першу чергу як посередник між місцевими правоохоронними органами та районами, щоб передавати інформацію про крадіжки в окремих районах. Незабаром після цього сусідні спостерігачі стали більш активними та співпрацювали з правоохоронними органами для повідомлення про інші види злочинів.
У 2002 році Національна асоціація шерифів у співпраці з Корпусом свободи США, Громадянським корпусом і Департамент юстиції США розпочали програму «USAonWatch», зараз перейменовану в Національне сусідське спостереження, розширити рамки попередження злочинності до надання допомоги в районах катастроф та надзвичайних ситуаціях.
Національне сусідське спостереження в даний час отримує фінансування від Національної асоціації шерифів, Бюро юридичної допомоги, Управлінні програм правосуддя, і Міністерства юстиції США .

### Велика Британія
Перший проєкт почав діяти під назвою «Домашнє спостереження» 1982 року в місті Моллінгтон, графство Чешир. Згодом утворились місцеві та регіональні організації, а з 2017 року за підтримки поліції та Міністерства внутрішніх справ було створене об'єднання руху «Сусідське спостереження», в яке наразі входять 3,8 мільйони домогосподарств.
Система сусідського спостереженням у Великій Британії включає в себе поліцію, відділи громадської безпеки місцевих органів влади, добровільні організації та окремі особи та сім'ї, які хочуть зробити свої квартали кращими для проживання. Вона спрямована на допомогу людям у захисті власного здоров'я та власності та зменшенні страху перед злочинністю шляхом покращення безпеки дому, пильності, повідомлення про підозрілі випадки в поліцію.

### Естонія
5 травня 2000 року в Естонії завдяки громадській ініціативі створили організацію «Сусідська варта Естонії», ціль якої є підвищення безпеки жителів в будинках та околицях в результаті активної діяльності самих жителів.